# Stadtfriedhof Tübingen

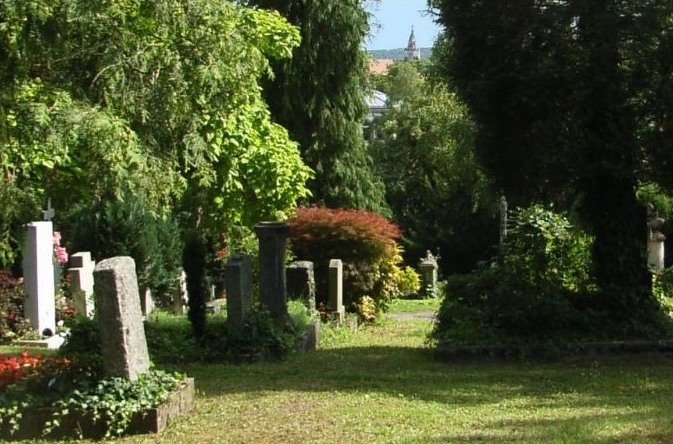
Mit Blick auf die Stiftskirche

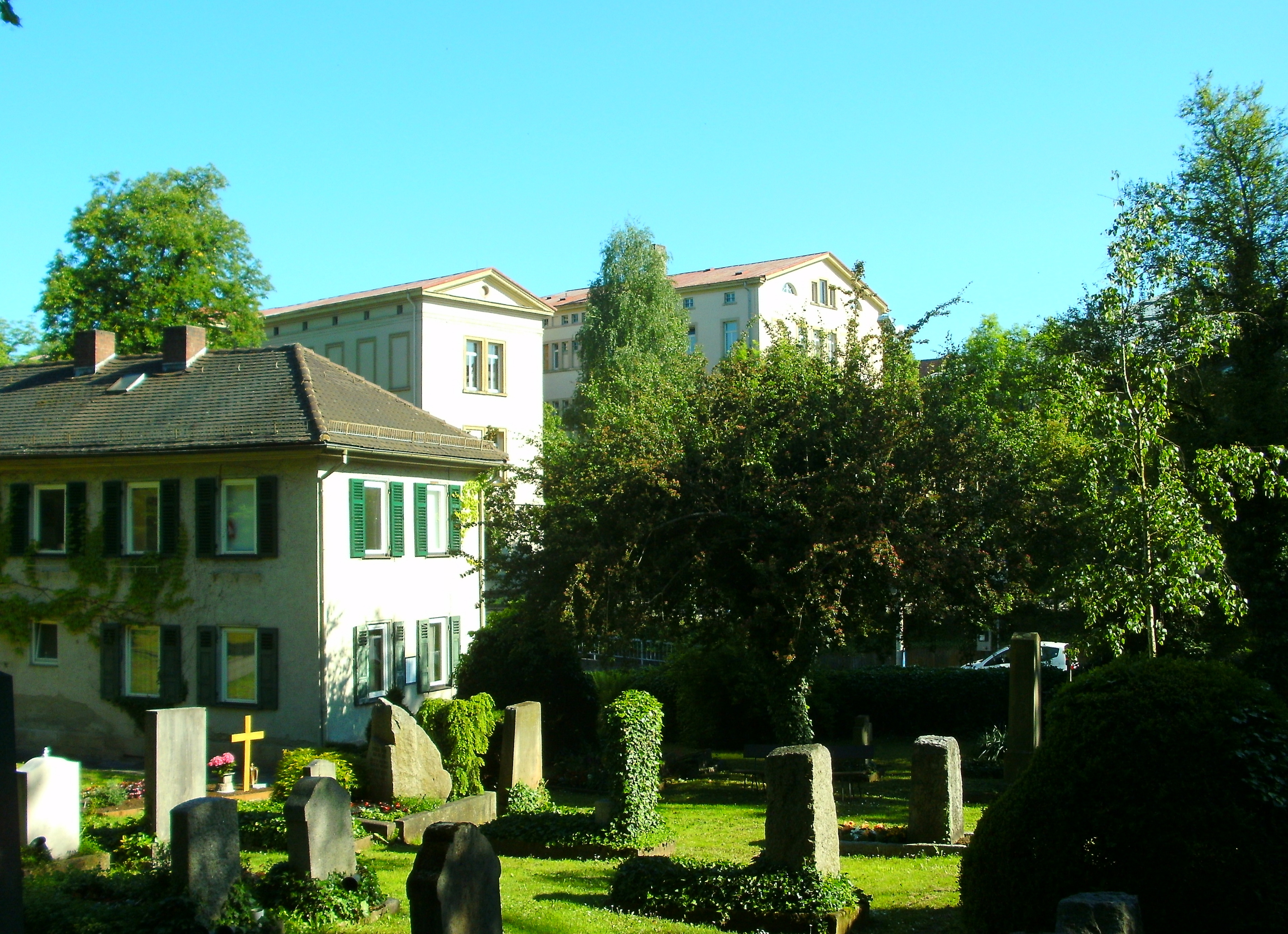
Blick auf das Aufsehergebäude und in Richtung Gmelinstraße mit Unigebäuden im Hintergrund

Der Stadtfriedhof Tübingen ist einer von elf städtischen Friedhöfen und befindet sich im Stadtteil Universität der Universitätsstadt Tübingen. Der ungefähr drei Hektar umfassende Friedhof wurde 1829 nach den Vorstellungen des damaligen Oberamtsarztes Gotthold Immanuel Jakob Uhland, einem Onkel des Dichters Ludwig Uhland, angelegt und bis ins Jahr 1968 belegt. Die gesamte Anlage (Einfriedung, Tore, Wegenetz, Grabfelder, Kriegerdenkmale, Gedenkstätte Gräberfeld X und Friedhofskapelle) steht unter Denkmalschutz. Seit dem Jahre 2002 ist der Bestattungsplatz wieder eröffnet und die insgesamt 3100 Grabstellen können im Rahmen eines Denkmalschutzkonzeptes u. a. über Grabpatenschaften neu belegt werden. Der flächenmäßig kleine Friedhof zählt mit den Grabmälern für 170 Professoren und 112 Pfarrer zu einem der bemerkenswertesten Friedhöfe in Deutschland.

## Geschichte
Im Jahre 1829 wurde der Friedhof auf den damaligen Spitaläckern im Käsenbachtal angelegt, als der ursprüngliche Gottesacker der Tübinger Bürger an der Ammer zu klein wurde. Von diesem Friedhof ist nur noch ein Stück seiner früheren Umfassungsmauer im alten botanischen Garten erhalten. Die alten Grabsteine an der Kapelle des Stadtfriedhofs stammen von dort.
Am 30. November 1829 wurde als erste Person ein Schmied namens Jakob Engelfried auf dem Friedhof bestattet. Der Friedhof hieß beim einfachen Volk von nun an Engelfriedshof. Sein Grab ist heute nicht mehr erhalten. Das älteste noch erhaltene Grab ist das des Kaufmanns und Konditors Jacob Conrad Schweickhardt aus dem Jahre 1830.
Der Friedhof hat drei Eingänge und ein sogenanntes Aufsehergebäude. Nach den Ideen von Oberamtsarzt Uhland sollte der neue Friedhof in gebührendem Abstand zur Stadt liegen und sich durch regelmäßige Grabfelder, Bäume und wohlriechende Sträucher auszeichnen. Die geplante Kapelle konnte erst 1894 eingeweiht werden. Noch 1843 glich das Musterprojekt eher einem schwäbischen Nutzgarten oder einer Streuobstwiese mit Obstbäumen und Futterwiesen, die gegen geringe Pacht Aufsehern und Totengräbern zur Verfügung gestellt wurden. Ein Verschönerungsverein sorgte aber dafür, dass aus dem unscheinbaren Gottesacker ein parkanlagenähnlicher Friedhof wurde. 1849 wurde der Friedhof um die Grabfelder S, T, X, Z nach Osten erweitert. Das Gräberfeld X war fortan bis ins Jahr 1963 ein Bestattungsplatz des anatomischen Instituts der Eberhard-Karls-Universität.
1872 erfolgte eine Norderweiterung um die Grabfelder L, Q. Schließlich wurden im Jahre 1920 in westlicher Richtung die Grabfelder U, V, W angelegt. Der Friedhof wurde mit der Zeit zu klein, eine Erweiterung war vom Gelände her unmöglich, sodass 1950 der Bergfriedhof auf dem Galgenberg eröffnet wurde. Er wurde nun zum Hauptfriedhof der Stadt. Im Jahre 1968 wurde der Stadtfriedhof für Neubelegungen geschlossen. Zu dieser Zeit wurde am Stadtfriedhof geplant, eine Stadtautobahn zu bauen, später sollte der Friedhof in einen Park umgewandelt werden. Im Mai 2000 beschloss der Gemeinderat der Stadt Tübingen, den Friedhof im Rahmen eines ausgeklügelten Denkmalschutzkonzeptes wieder zu eröffnen.

## Bestattete Personen

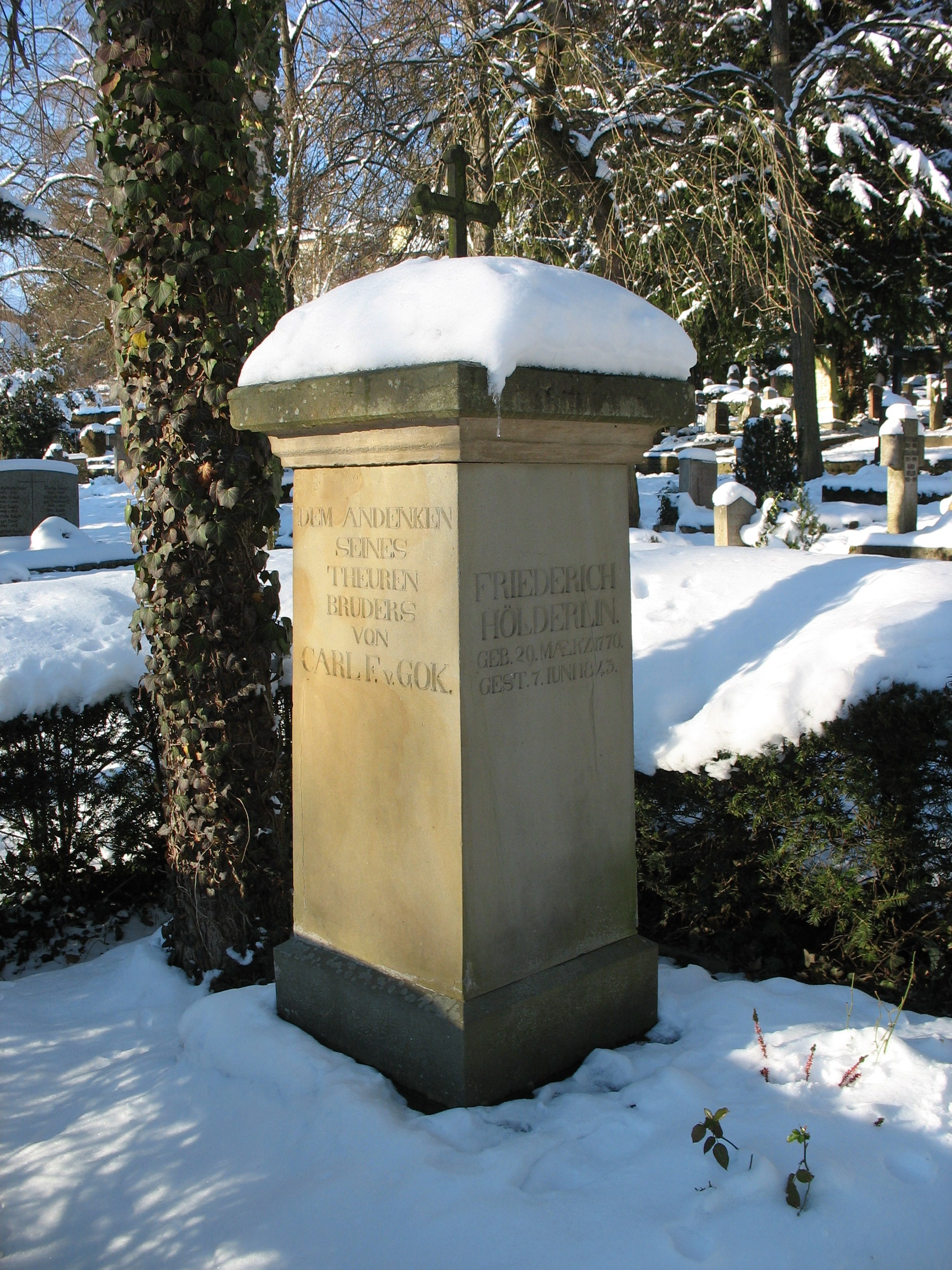
Grabmal von Friedrich Hölderlin

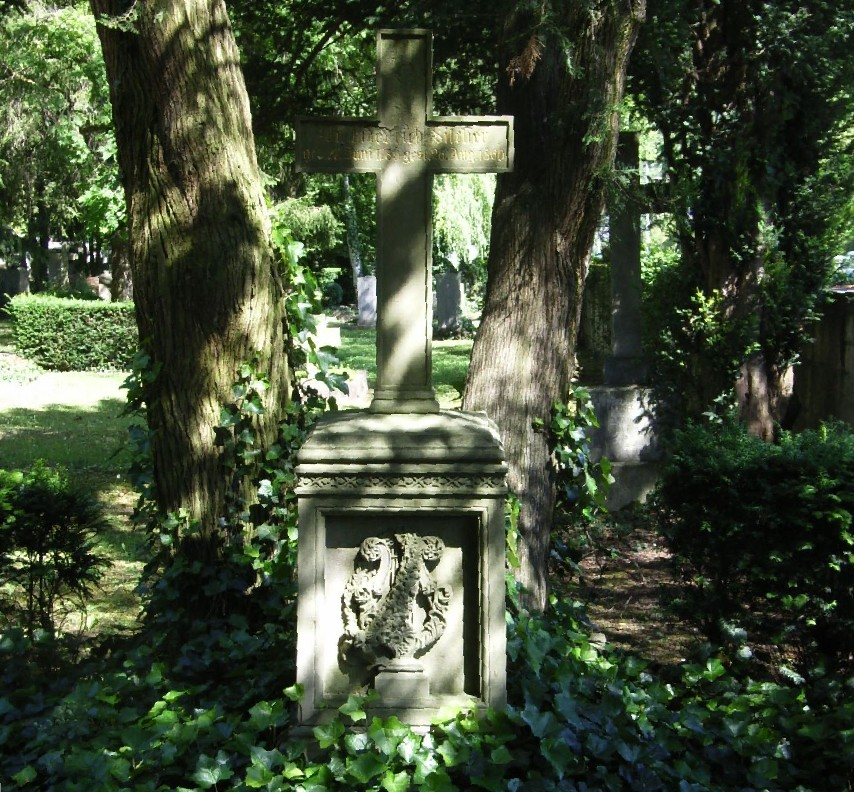
Grab von Friedrich Silcher

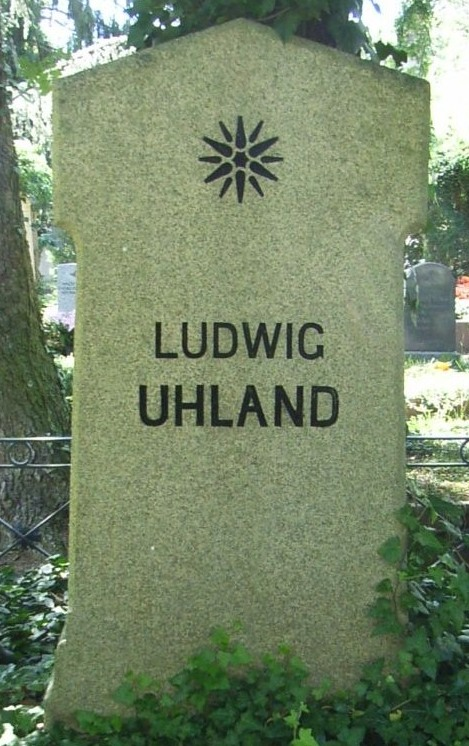
Grabmal von Ludwig Uhland auf Wunsch seiner Frau nur von Efeu und Immergrün bewachsen

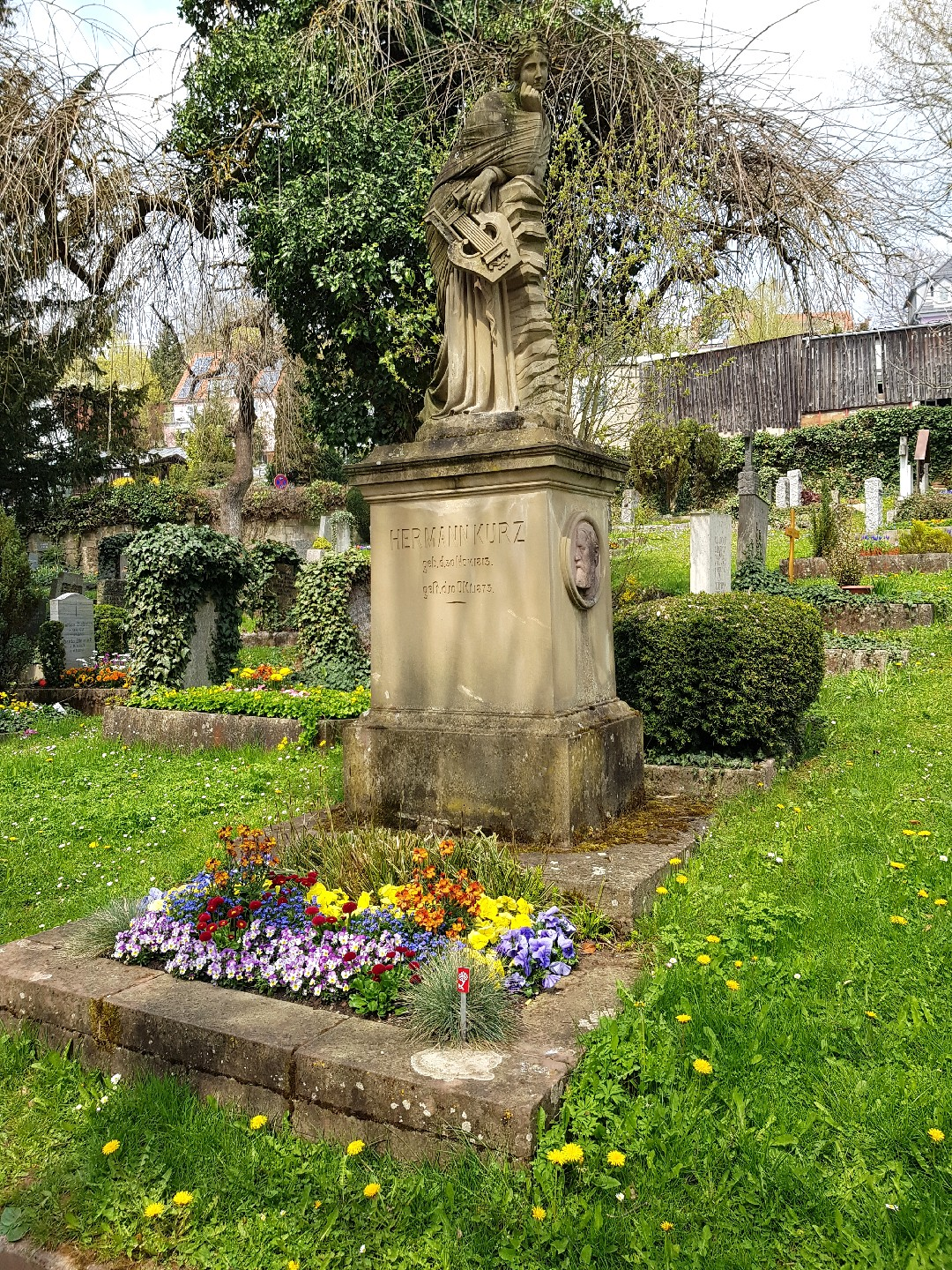
Grab von Hermann Kurz

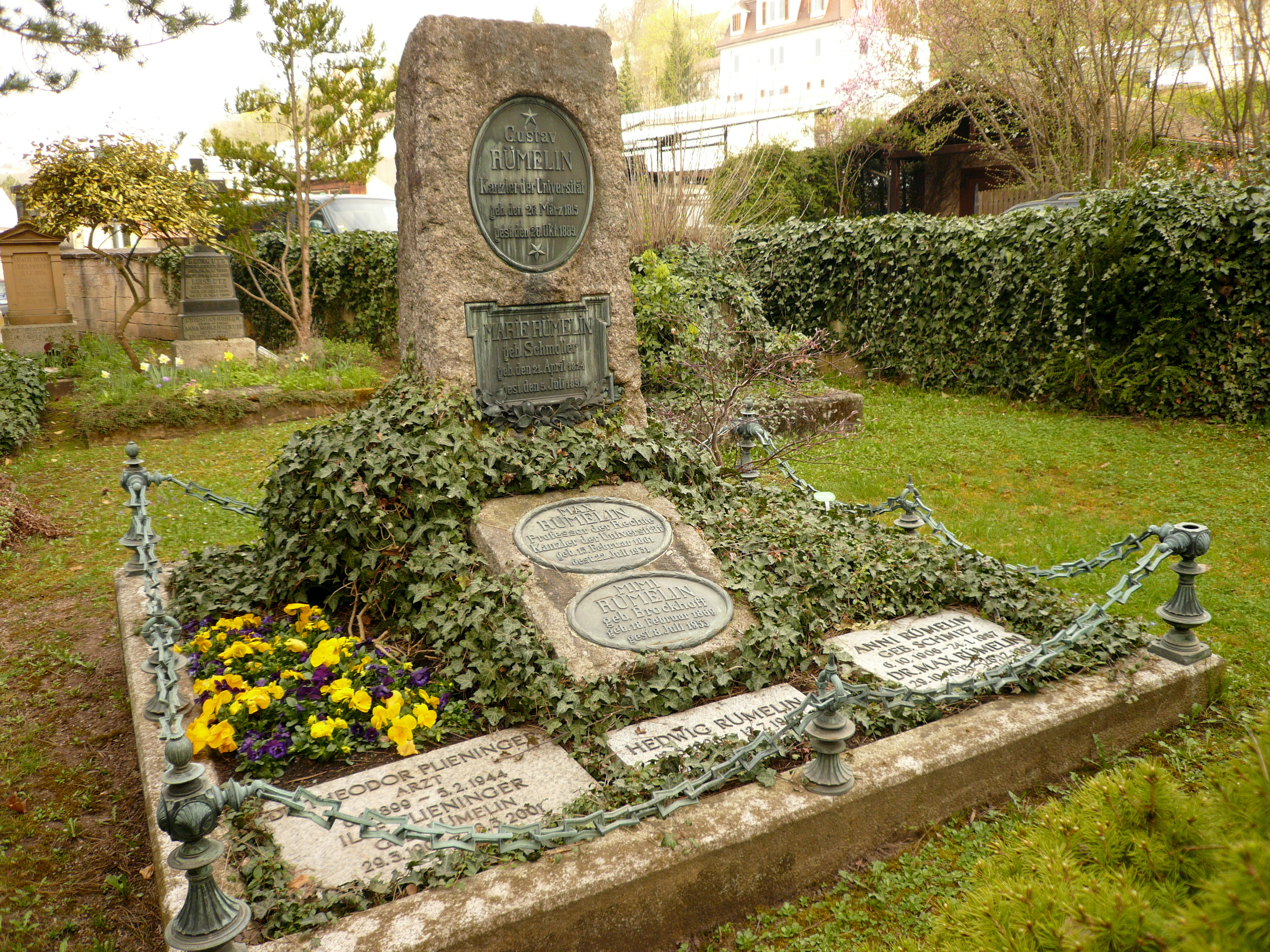
Grab von Gustav von Rümelin

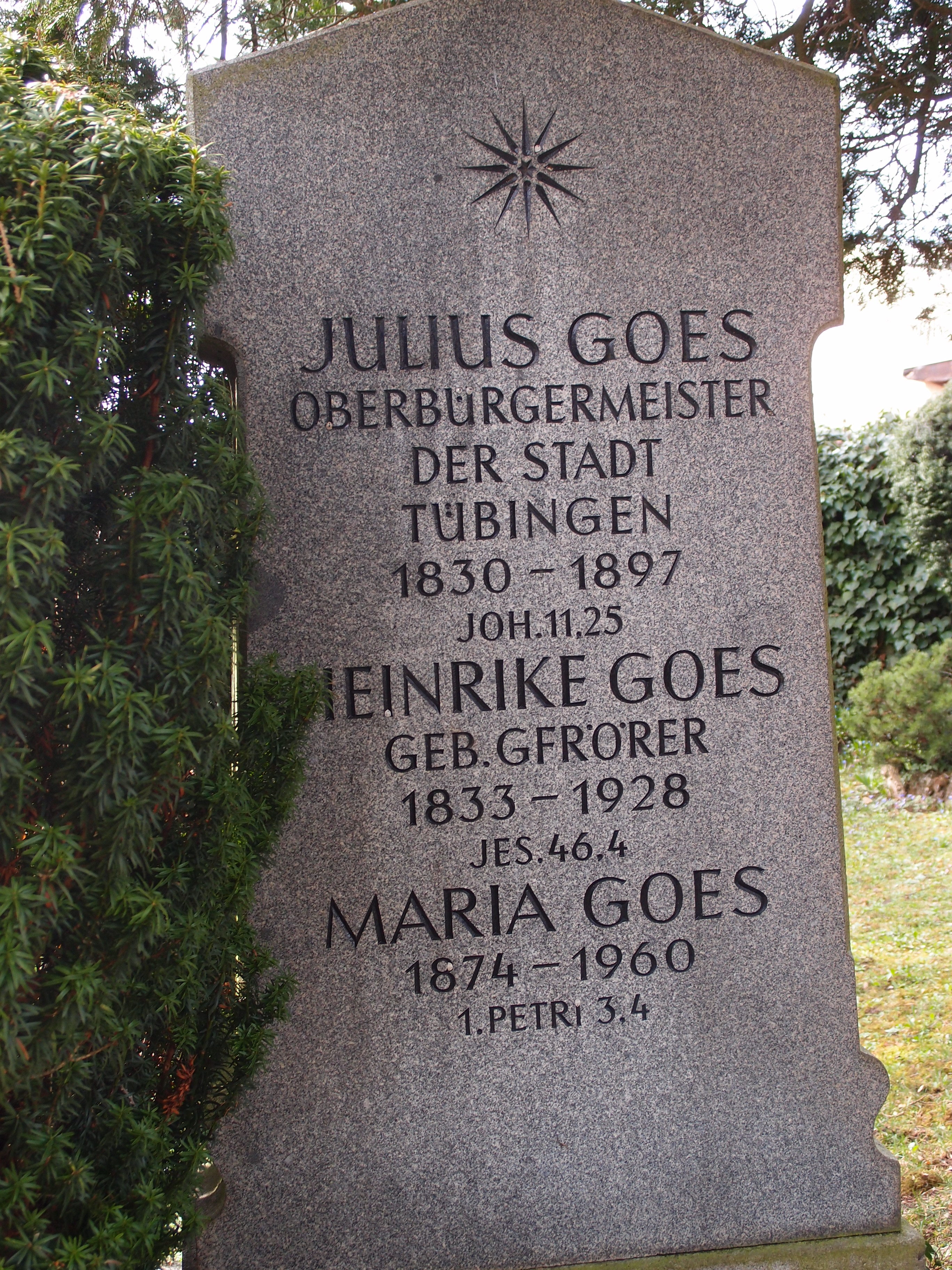
Grabmal von Julius Gös

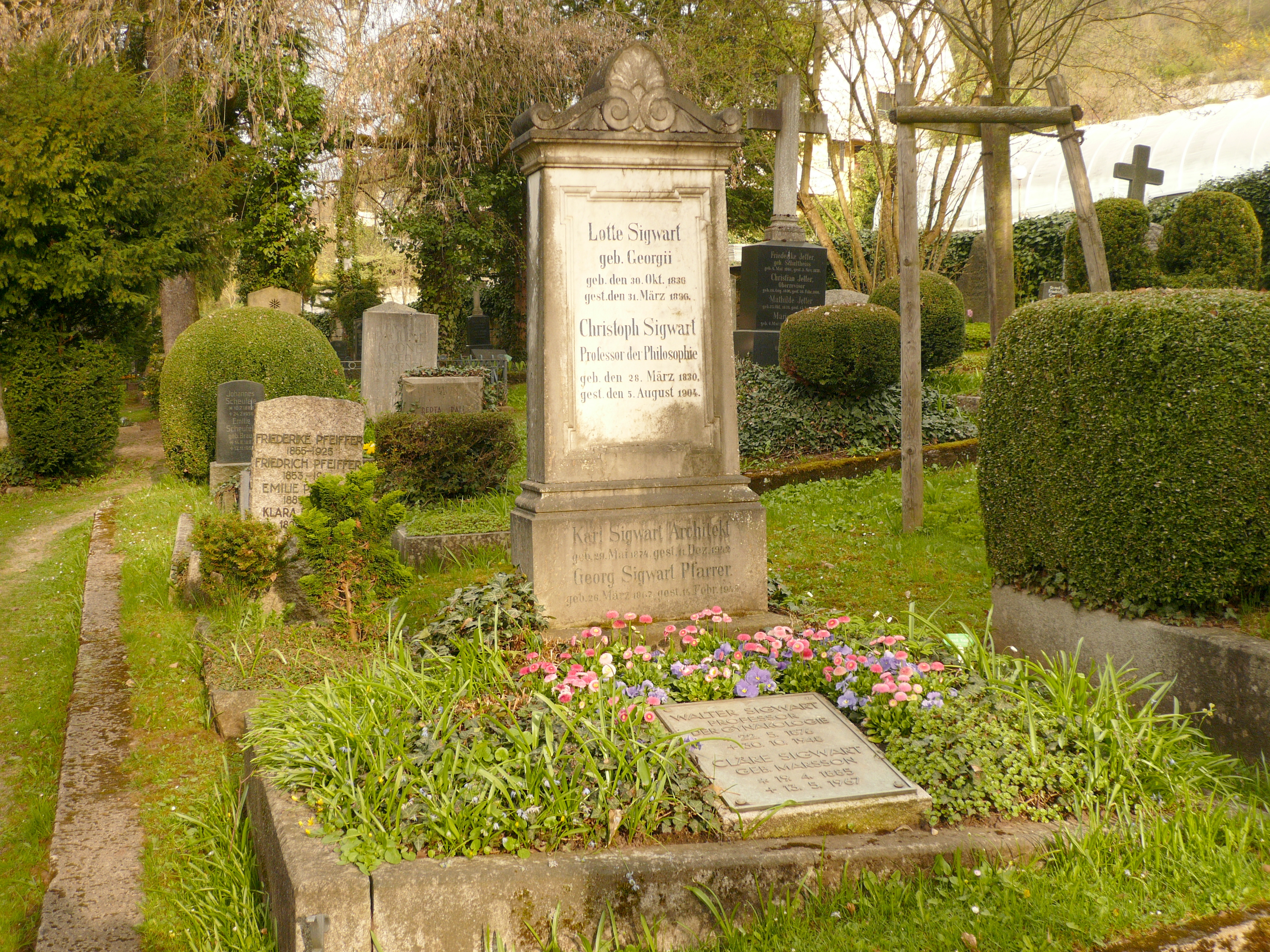
Grab von Christoph von Sigwart

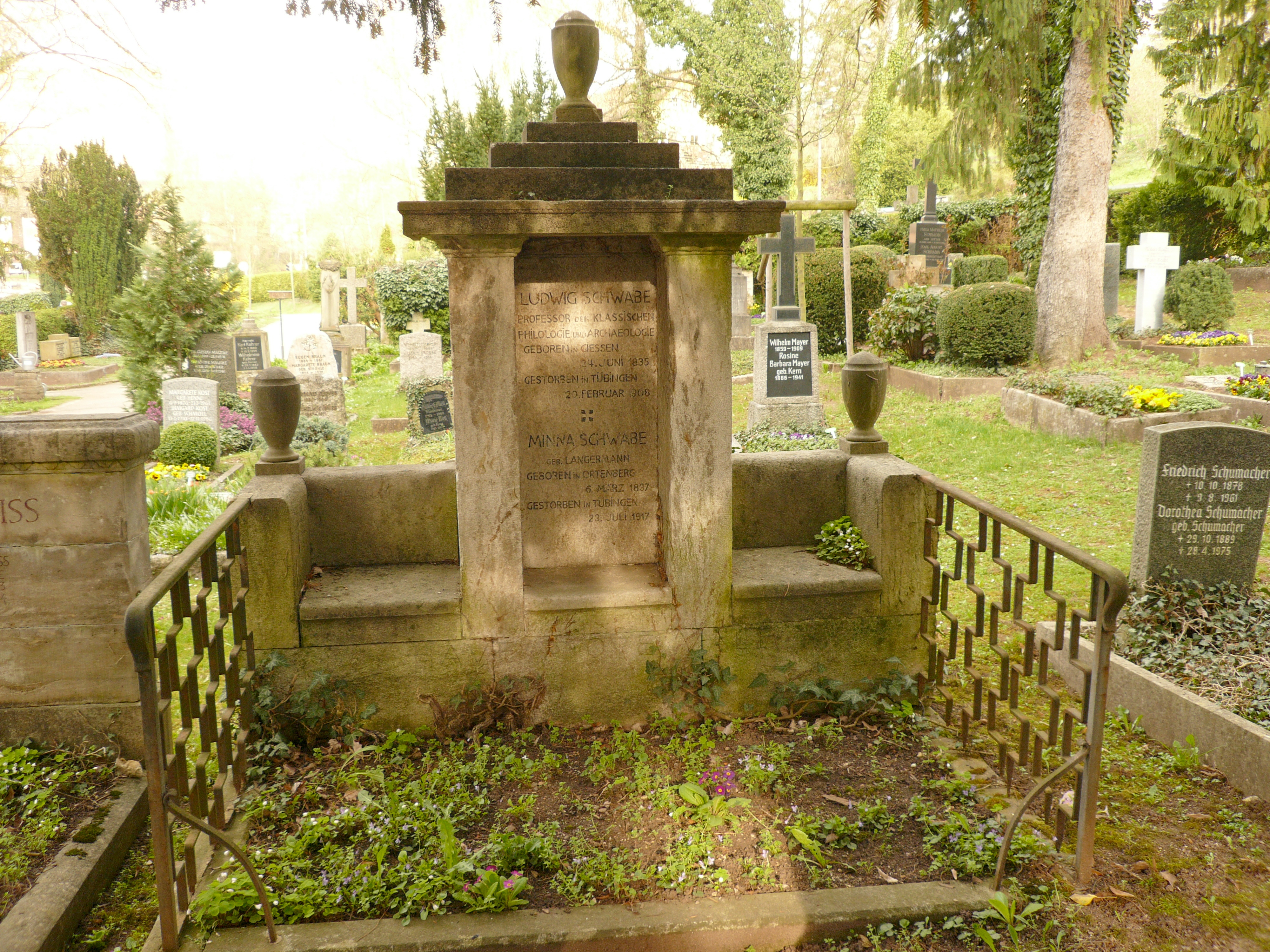
Grab von Ludwig Schwabe

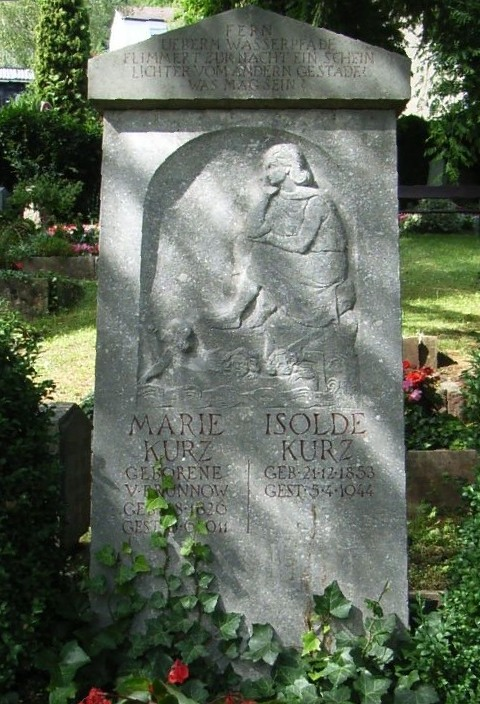
Grabmal von Marie Kurz und Isolde Kurz

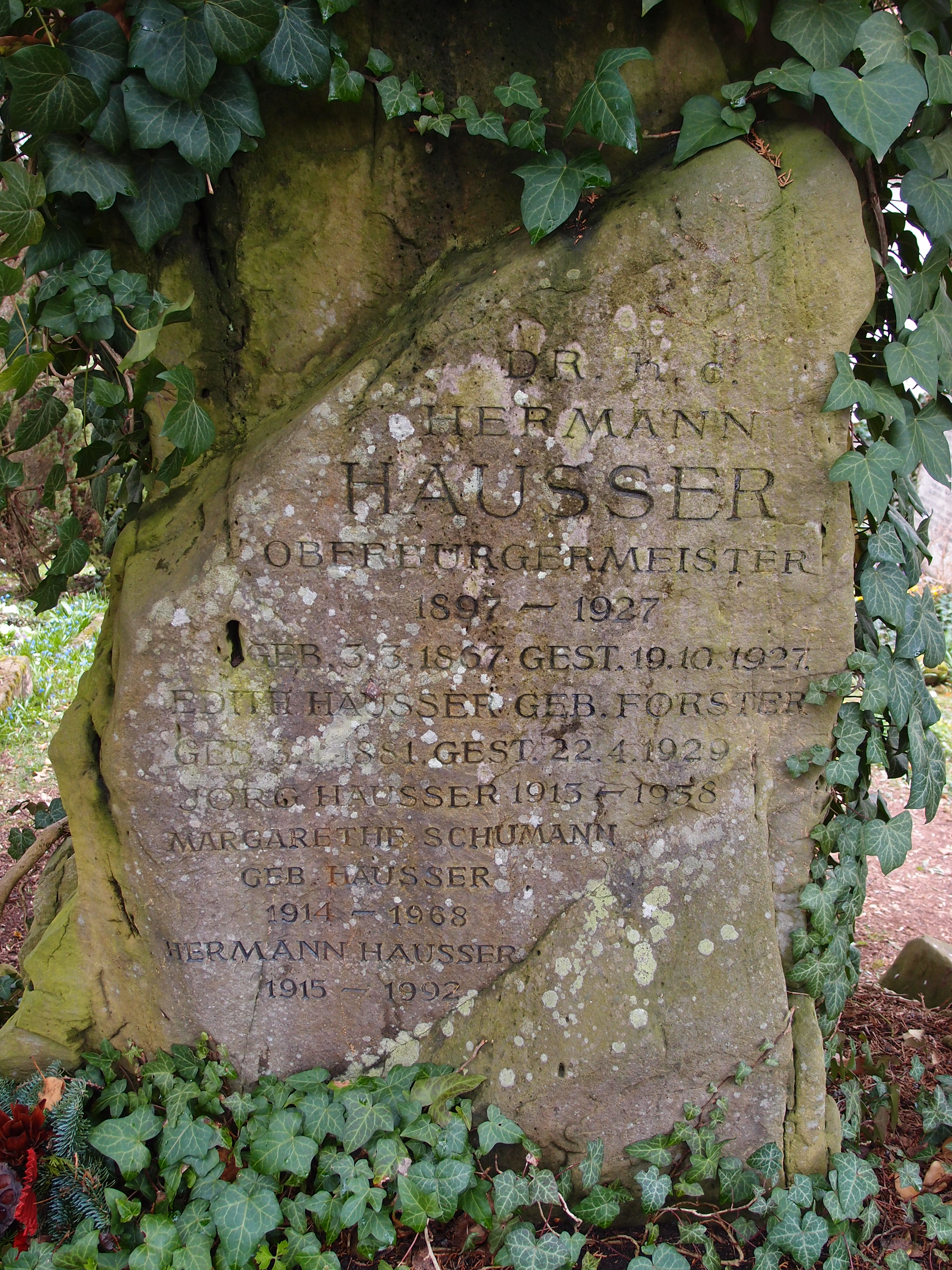
Grabmal von Hermann Haußer

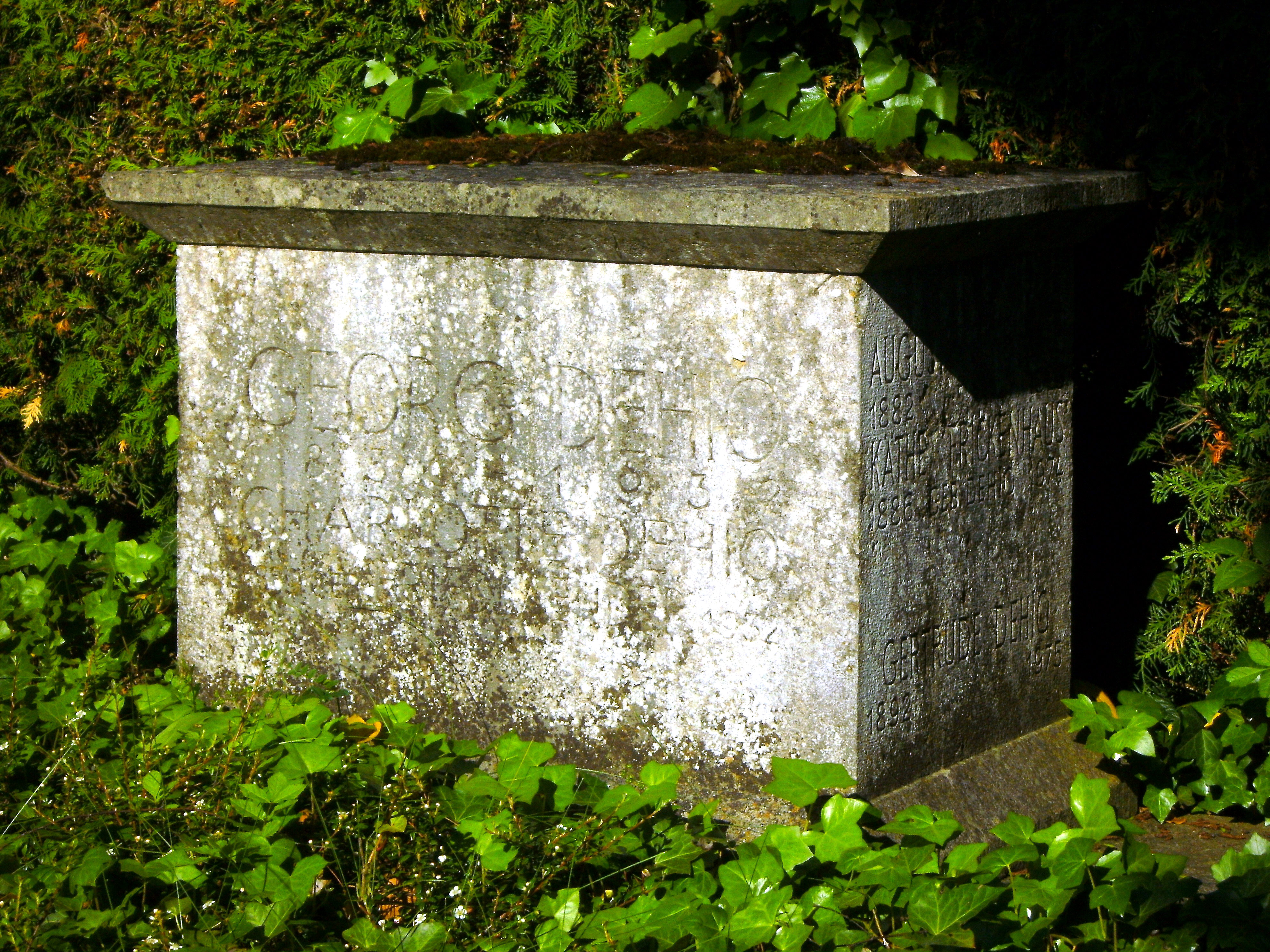
Grab von Georg Dehio

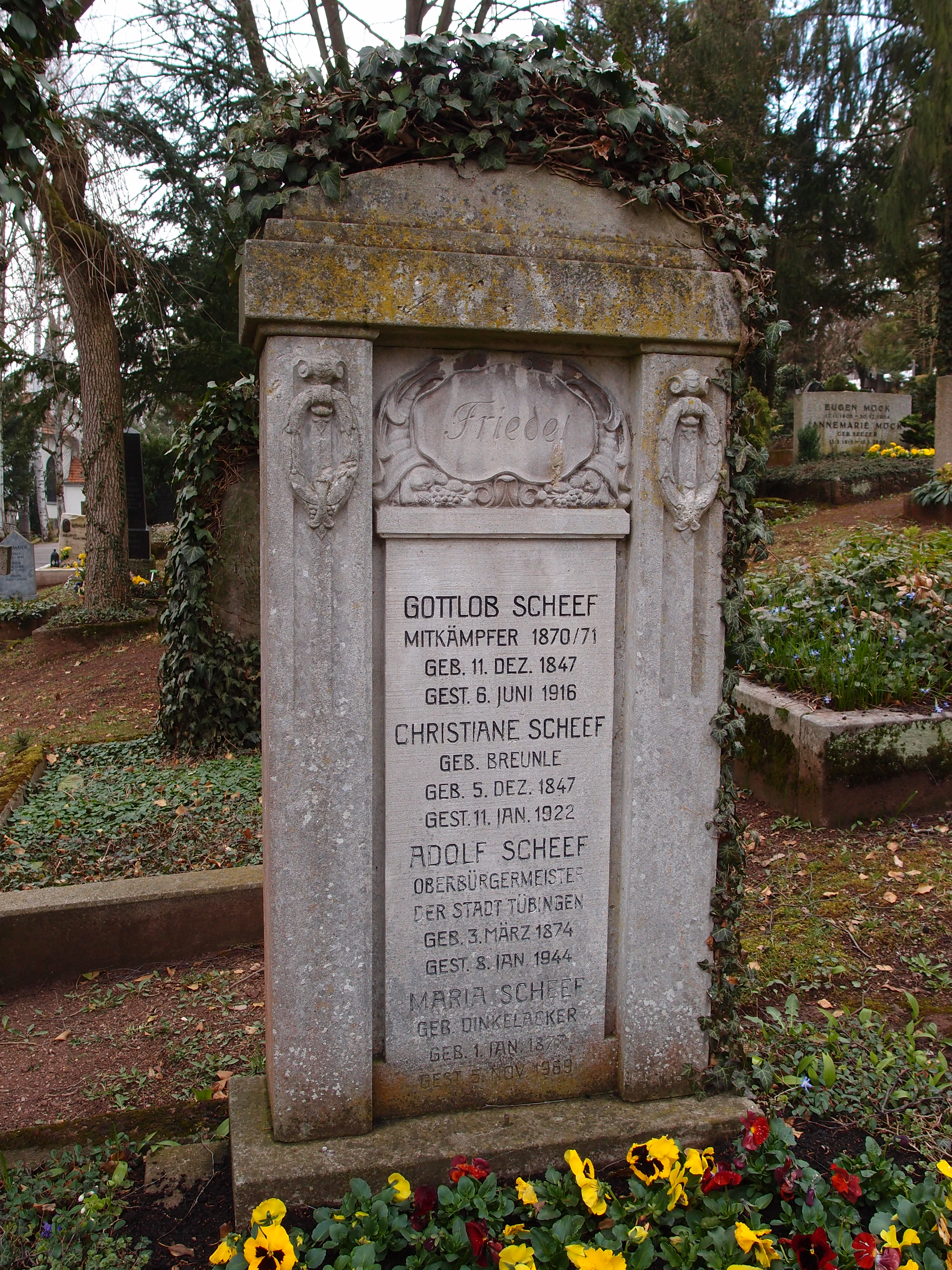
Grabmal von Adolf Scheef

Grabmal von Theodor Steinbüchel

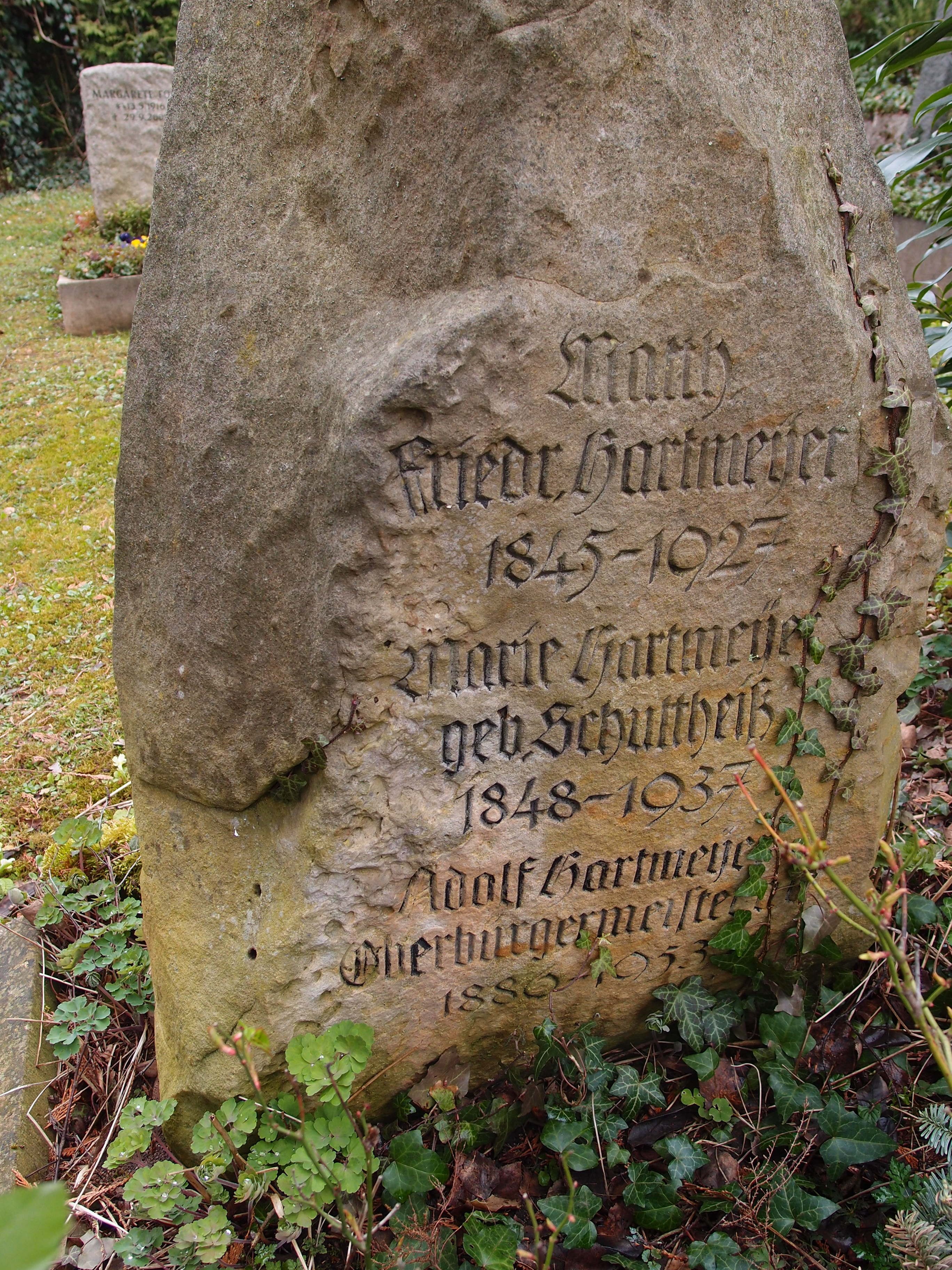
Grabmal von Adolf Hartmeyer

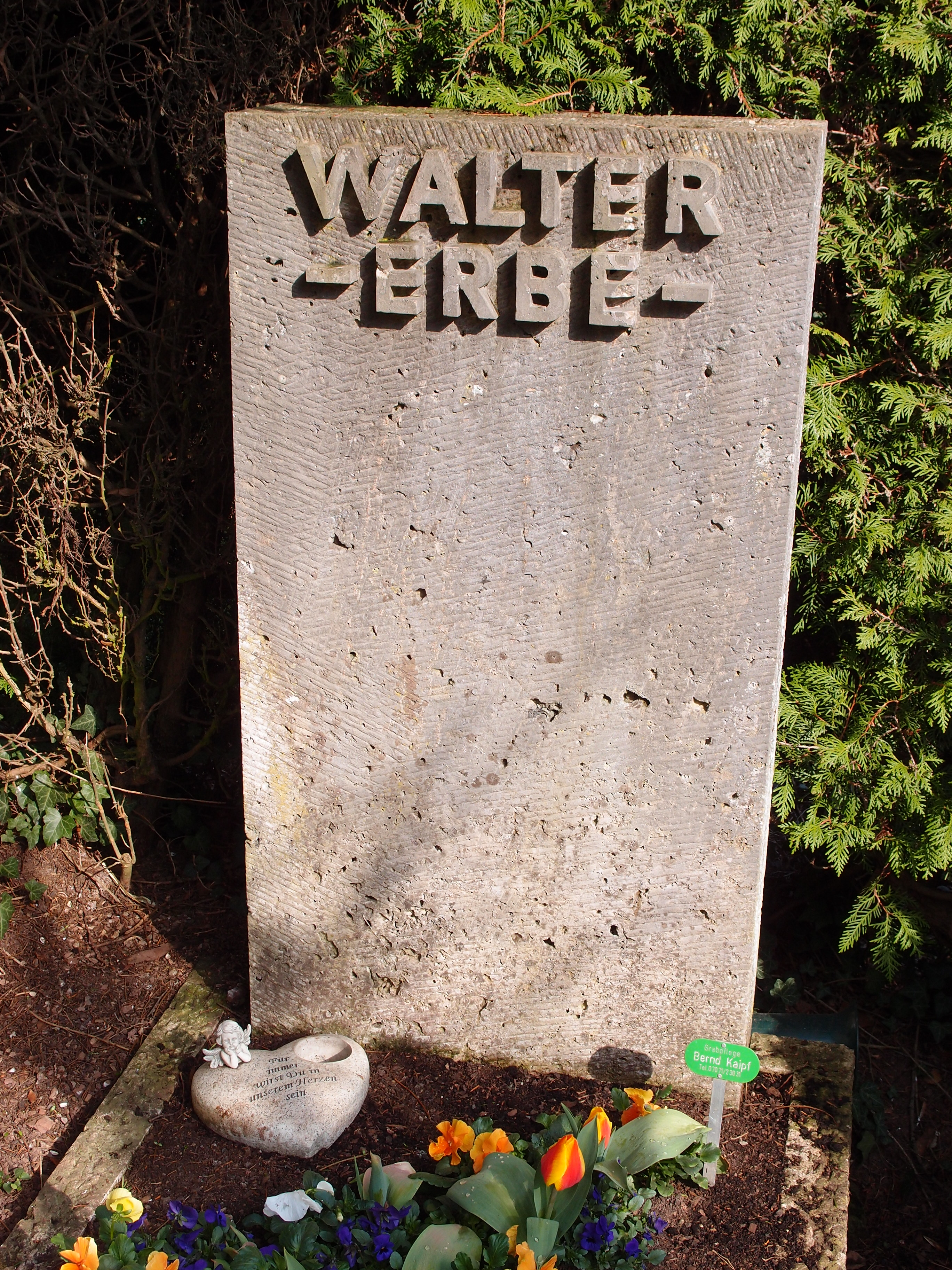
Grabmal von Walter Erbe

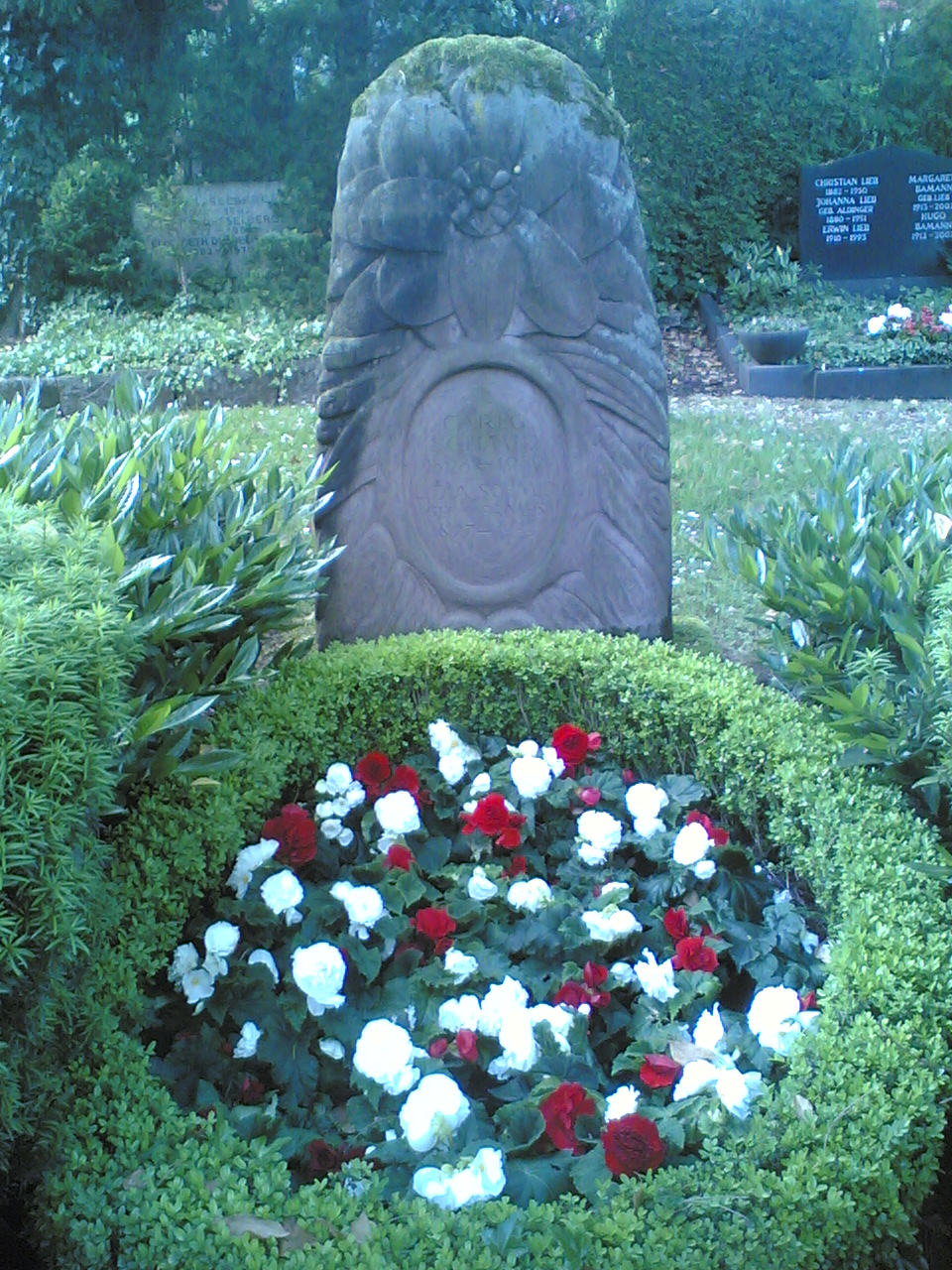
Grab von Carlo Schmid

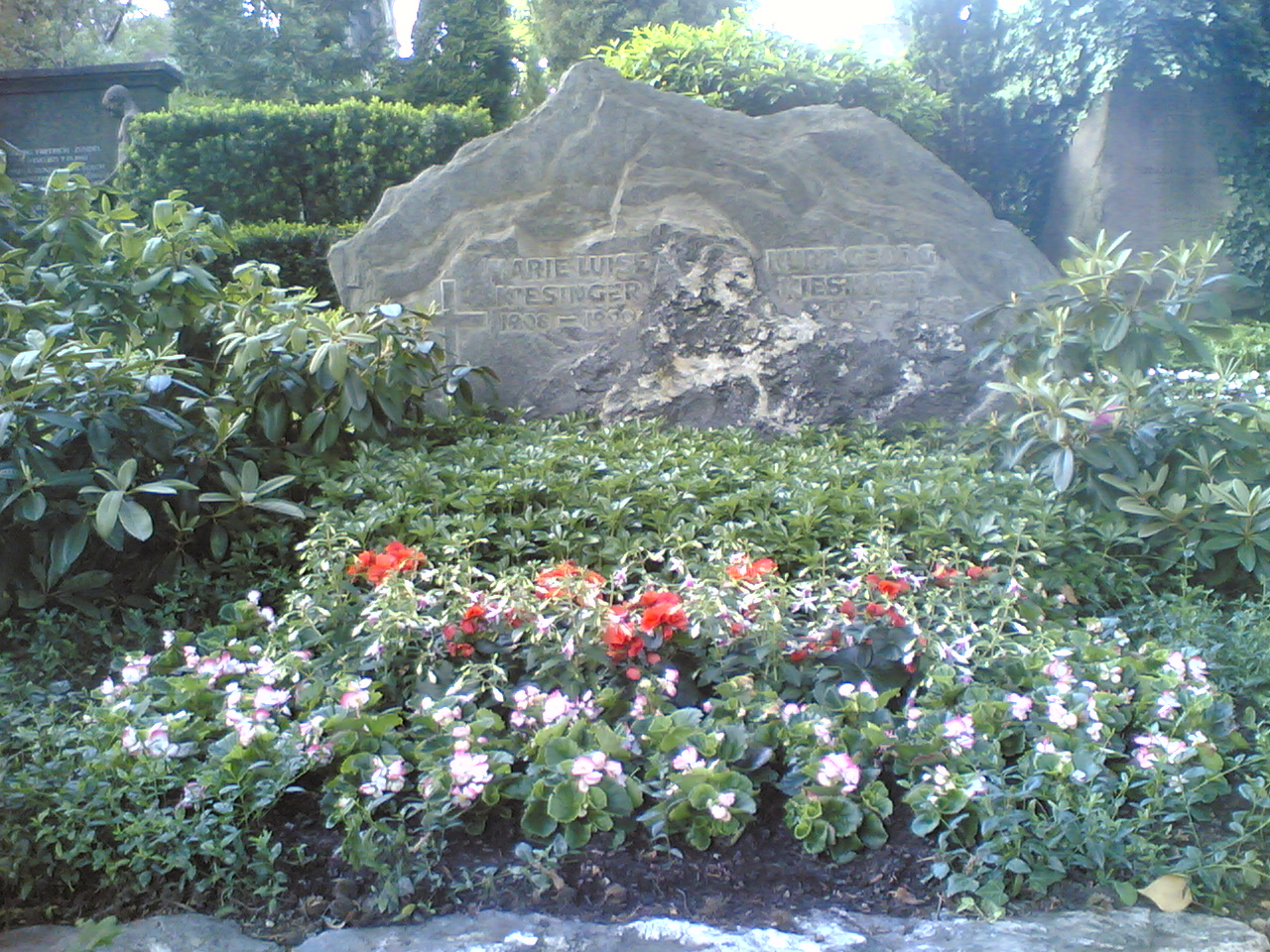
Grab von Kurt Georg Kiesinger

- Moritz von Aberle (* 1819 Rottum bei Biberach; † 1875 Tübingen), katholischer Theologe.
- Karl Borromäus Adam (* 1876 Pursruck, Oberpfalz; † 1966 Tübingen), katholischer Theologe, der sich für eine Vereinbarkeit von Katholizismus und Nationalsozialismus aussprach.[5]
- Erich Adickes (* 1866 Lesum; † 1928 Tübingen), Philosoph.
- Johann Hermann Heinrich Ferdinand von Autenrieth (* 1772 Stuttgart; † 1835 Tübingen), Mediziner.
- Ferdinand Christian Baur (* 1792 Schmiden bei Fellbach; † 1860 Tübingen), Kirchen- und Dogmenhistoriker, der die historisch-kritische Methode in die neutestamentliche Forschung einführte.
- Johann Tobias Beck (* 1804 Balingen; † 1878 Tübingen), evangelischer Theologe.
- Ernst Bengel (* 1735 Denkendorf; † 1793 Tübingen), Superintendent. Sein Grabstein an der Südmauer der Kapelle gilt als der älteste erhaltene Grabstein des Friedhofes.[6]
- Otto Betz (* 1917 Herrentierbach, Landkreis Schwäbisch Hall; † 2005 Tübingen), evangelischer Theologe und Neutestamentler.[7]
- Johann Gottlieb Friedrich von Bohnenberger (* 1765 Simmozheim; † 1831 Tübingen), Astronom, Mathematiker und Physiker.
- Robert-Alexander Bohnke (* 1927 Berlin; † 2004 Tübingen), Pianist und Professor.
- Alexander von Brill (* 1842 Darmstadt; † 1935 Tübingen), Mathematiker.
- Paul Eduard von Bruns (* 1846 Tübingen; † 1916 Tübingen), Chirurg.
- Victor von Bruns (* 1812 Helmstedt; † 1883 Tübingen), Chirurg.
- Johann Wilhelm Gottlob Buzengeiger (* 1778 Tübingen; † 1836 Tübingen), Universitätsmechanikus, Uhrmacher und Optiker.
- Friedrich Dannenmann (* 1864 Tübingen; † 1952 ebenda), Tübinger Baumeister, Bauunternehmer und Kommunalpolitiker.
- Georg Dehio (* 1850 Reval; † 1932 Tübingen), Kunsthistoriker.
- Johann Sebastian von Drey (* 1777 Röhlingen-Killingen; † 1853 Tübingen), katholischer Theologe mit Fokus auf theologische Apologetik bzw. Fundamentaltheologie.
- Gerhard Elwert (* 1912 Hohengehren bei Esslingen; † 1998), Astrophysiker an der Universität Tübingen.
- Walter Erbe (* 1909 Reutlingen; † 1967 Tübingen), Politiker der FDP/DVP und Rechtsprofessor.
- Hermann von Fischer (* 1851 Stuttgart; † 1920 Tübingen), Germanist und Dialektforscher mit dem Vorhaben der Sammlung des schwäbischen Sprachschatzes.[8]
- Margarete Fischer-Bosch (* 1888 Stuttgart; † 1972 ebenda), Politikerin.
- August von Froriep (* 1849 Weimar; † 1917 Tübingen), Anatom.
- Franz Xaver von Funk (* 1840 Abtsgmünd bei Aalen; † 1907 Tübingen), römisch-katholischer Priester und Professor für Patrologie.
- Hans Gmelin (* 1911 Tübingen; † 1991 Tübingen), Jurist, Gesandtschaftsrat an der deutschen Gesandtschaft in der Slowakei und Oberbürgermeister von Tübingen.
- Julius Gös (* 1830 Aalen; † 1897 Tübingen), Oberbürgermeister von Tübingen.
- Johannes Gottschick (* 1847 Rochau; † 1907 Tübingen), evangelischer Theologe.
- Robert Gradmann (* 1865 Lauffen am Neckar; † 1950 Sindelfingen), Pfarrer, Geograph, Botaniker und Landeskundler.
- Theodor Haering (* 1884 Stuttgart; † 1964 Tübingen), Professor für Philosophie.
- Johannes Haller (* 1865 Keinis, Gouvernement Estland, Russisches Kaiserreich; † 1947 Tübingen), Historiker
- Adolf Hartmeyer (* 1886 Tübingen; † 1953 ebenda), Oberbürgermeister von Tübingen.
- Carl Friedrich Haug (* 1795 Stuttgart; † 1869 Tübingen), evangelischer Theologe, Professor für Universalgeschichte an der Eberhard Karls Universität.
- Hermann Haußer (* 1867 Ludwigsburg; † 1927 Tübingen), Oberbürgermeister von Tübingen.
- Christoph Friedrich Hegelmaier (* 1833 Sülzbach bei Heilbronn; † 1906 Tübingen), Professor der Botanik.
- Carl Heinrich Ludwig Hoffmann (* 1807 Nürtingen; † 1881 Esslingen), Professor des Finanz-, Polizei- und Verwaltungsrechts.
- Friedrich Hölderlin (* 1770 Lauffen am Neckar; † 1843 Tübingen), Lyriker aus der Zeit von Weimarer Klassik und Romantik. Friedrich Hölderlins Halbbruder Karl Gok hat auf dem hellgrauen, 1,90 Meter hohen Sandstein Namen, Geburtsdatum und Todestag des Dichters einmeißeln lassen. Doch das Geburtsdatum ist nicht ganz korrekt: Es müsste 20. statt 29. März heißen. Am Kreuz auf dem Grabstein gibt es einen Haken, an dem ein kupferner Lorbeerkranz aufgehängt werden kann. Der letzte Kranz wird seit mehr als 20 Jahren sicherheitshalber im Tübinger Kulturamt verwahrt, damit er nicht abhandenkommt.[9]
- Karl von Hügel (* 1805 Stuttgart; † 1870 ebenda), Landgerichtsdirektor und königlicher Kammerherr.
- Inge Jens (* 1927 Hamburg; † 2021 Tübingen), deutsche Literaturwissenschaftlerin und Publizistin.
- Walter Jens (* 1923 Hamburg; † 2013 Tübingen), Altphilologe, Literaturhistoriker, Schriftsteller, Kritiker und Übersetzer.[10]
- Erich Kamke (* 1890 Marienburg, Westpreußen; † 1961 Rottenburg am Neckar), Mathematiker.
- Emil Kauffmann (* 1836 Ludwigsburg; † 1909 Tübingen), Universitätsmusikdirektor.
- Kurt Georg Kiesinger (* 1904 Ebingen; † 1988 Tübingen), Ministerpräsident von Baden-Württemberg, Bundeskanzler der Bundesrepublik Deutschland (CDU).
- Ferdinand Kittel (* 1832 Resterhafe, Ostfriesland; † 1903 Tübingen), Missionar der Basler Mission, der die südindische Sprache Kannada erforscht hat.
- Gerhard Kittel (* 1888 Breslau; † 1948 Tübingen), evangelischer Theologe (Neutestamentler) und aktiver Antisemit.
- Norbert Kloten (* 1926 Sinzig; † 2006 Tübingen), Wirtschaftswissenschaftler, Präsident der Landeszentralbank Baden-Württemberg und Vorsitzender des Sachverständigenrats zur Begutachtung der gesamtwirtschaftlichen Entwicklung.
- Paul Kluckhohn (* 1886 Göttingen; † 1957 Tübingen), Germanist und Literaturhistoriker.
- Karl August Klüpfel (* 1810 Darmsheim; † 1894 Tübingen), Historiker sowie Schwiegersohn, Biograf und posthumer Herausgeber der Werke Gustav Schwabs.
- Ludwig von Köhler (* 1868 Elberfeld; 1953 Ludwigsburg), letzter Innenminister des Königreichs Württemberg.
- Karl Kommerell (* 1871 Achern; † 1962 Tübingen), Mathematiker.
- Christian Reinhold Köstlin (* 1813 Tübingen; † 1856 Tübingen), Rechtswissenschaftler für Strafrecht und Dichterjurist.
- Karl Wilhelm Gottlieb von Köstlin (* 1785 Nürtingen; † 1854 Tübingen), evangelischer Theologe, Professor und Ephorus am Evangelisch-theologischen Seminar in Bad Urach (Grabstein in der Friedhofskapelle).
- Karl Reinhold Köstlin (* 1819 Bad Urach; 1894 Tübingen), evangelischer Theologe, Professor für Ästhetik an der Universität Tübingen (Grabstein in der Friedhofskapelle).
- Pauline Krone (* 1859 Gniebel; † 1945 Tübingen), Schriftstellerin und Philanthropin.
- Bernhard von Kugler (* 1837 Berlin; † 1898 Tübingen), Historiker.
- Hans Küng (* 1928 Sursee; † 2021 Tübingen),  Theologe, römisch-katholischer Priester und Autor.
- Hermann Kurz (* 1813 Reutlingen; † 1873 Tübingen), Schriftsteller der Schwäbischen Dichterschule, Publizist und Übersetzer.
- Isolde Kurz (* 1853 Stuttgart; † 1944 Tübingen), Schriftstellerin und Übersetzerin.
- Marie Kurz (* 1826 Ulm als Marie von Brunnow; † 1911 München), die "rot' Marie". Pazifistin, Sozialistin und Verfasserin politischer Manifeste.
- Maximilian Albert Landerer (* 1810 Maulbronn; † 1878 Tübingen), Professor der evangelischen Theologie.
- Josephine Caroline Lang (* 1815 München; † 1880 Tübingen), Liedkomponistin und Sängerin der Romantik.
- Konrad von Lange (* 1855 Göttingen; † 1921 Tübingen), Kunsthistoriker und -lehrer.
- Ernst Lehmann (* 1880 Dresden; † 1957 Tübingen), Botaniker.
- Carl von Liebermeister (* 1833 Ronsdorf; † 1901 Tübingen), Internist.
- Theodor Liesching (* 1865 Stuttgart; † 1922 Böblingen), Jurist und Politiker.
- Enno Littmann (* 1875 Oldenburg; † 1958 Tübingen), Orientalist.
- Alfred Löckle (* 1878 Böblingen; † 1943 München), Bibliothekar.
- Karl Friedrich Hartmann Mayer (* 1786 Bischofsheim; † 1870 Tübingen), Jurist und Dichter der Schwäbischen Dichterschule.
- Hugo von Meyer (* 1837 Stettin; † 1902 Tübingen), Jurist und Strafrechtslehrer.
- Lothar Meyer (* 1830 Varel, Oldenburg; † 1895 Tübingen), Arzt und Chemiker. Mitbegründer des Periodensystems der chemischen Elemente.
- Adolph Michaelis (* 1797 Hameln; 1863 Tübingen), Rechtswissenschaftler.
- Hugo von Mohl (* 1805 Stuttgart; † 1872 Tübingen), Botaniker, Arzt und Universitätsprofessor.
- Eugen Nägele (* 1856 Murrhardt; † 1937 Tübingen), Naturschützer, Pädagoge und Heimatforscher. Gründungsmitglied des Schwäbischen Albvereins und des Schwäbischen Jugendherbergswerks.
- Felix von Niemeyer (* 1820 Magdeburg; † 1871 Tübingen), Mediziner und königlich württembergischer Leibarzt.
- Felix von Niemeyer (* 1851 Magdeburg; † 1896 Tübingen), Diplomat.
- Emil Niethammer (* 1869 Stuttgart; † 1956 Tübingen), Jurist und Landtagsabgeordneter.
- Traugott Konstantin Oesterreich (* 1880 Stettin; † 1949 Tübingen), Religionsphilosoph und Psychologe.
- Paul Achatius Pfizer (* 1801 Stuttgart; † 1867 Tübingen), württembergischer Politiker, Journalist, Jurist und Philosoph.
- Friedrich August von Quenstedt (* 1809 Eisleben; † 1889 Tübingen), Geologe, Paläontologe, Mineraloge und Kristallograph. Weil niemand für die Grabpflege aufkam, wurde dessen Grabstein 1978 abgeräumt. Seit der Ausweisung des Stadtfriedhofs als Kulturdenkmal im Jahr 1987 wurden auf dem Stadtfriedhof nur auf Wunsch der Angehörigen Gräber abgeräumt.[9]
- Jakob Friedrich Reiff (* 1810 Vaihingen an der Enz; † 1879 Tübingen), Philosoph.
- Gustav von Rümelin (* 1815 Ravensburg; † 1889 Tübingen), Pädagoge, Politiker und Statistiker.
- Adolf Scheef (* 1874 Nürtingen; † 1944 Tübingen), Oberbürgermeister von Tübingen.
- Anna Schieber (* 1867 Esslingen; † 1945 Tübingen), Schriftstellerin.
- Adolf Schlatter (* 1852 St. Gallen; † 1938 Tübingen), Schweizer evangelischer Theologe und Professor für Neues Testament und Systematik in Bern, Greifswald, Berlin und Tübingen.
- Carlo Schmid (* 1896 Perpignan, Frankreich; † 1979 Bad Honnef), Politiker (SPD) und Staatsrechtler.
- Klaus Scholder (* 1930 Erlangen; † 1985 Tübingen), Professor für evangelische Kirchengeschichte.
- Gustav von Schönberg (* 1839 Stettin; † 1908 Tübingen), Nationalökonom, Universitätskanzler und Tübinger Ehrenbürger.
- Johann Gottfried Schuncke (* 1777 Schkortleben; † 1861 Tübingen), Hornist.[11]
- Wilhelm Schussen (* 1874 Kleinwinnaden bei Bad Schussenried; † 1956 Tübingen), Schriftsteller.
- Ludwig Schwabe (* 1835 Gießen; † 1908 Tübingen), Philologe und Archäologe sowie Professor für Klassische Philologie und Klassische Archäologie.
- Albert Schwegler (* 1819 Michelbach an der Bilz; † 1857 Tübingen), Theologe, Philosoph und Historiker.
- Jacob Conrad Schweickhardt (* 3. Juli 1772 vermutlich Tübingen; † 2. Dezember 1830 Tübingen), Tübinger Kaufmann und Konditor. Seine sterblichen Überreste liegen im ältesten noch erhaltenen Grab auf dem Tübinger Stadtfriedhof.
- Walter Schwenninger (* 1942 München; † 2010 Tübingen), Lehrer und Politiker.
- Christoph von Sigwart (* 1830 Tübingen; † 1904 Tübingen), Philosoph.
- Friedrich Silcher (* 1789 Schnait im Remstal; † 1860 Tübingen), Komponist und Musikpädagoge.
- Paul Sinner (* 1838 Ludwigsburg; † 1925 Tübingen), Fotograf.
- Eugene Spiro (* 1874 Breslau, Schlesien; † 1972 New York), deutsch-amerikanischer Maler und Grafiker.
- Eduard Spranger (* 1882 Berlin-Lichterfelde; † 1963 Tübingen), Philosoph, Pädagoge und Psychologe
- Rudolf Stadelmann (* 1902 Adelmannsfelden; † 1949 Tübingen), Historiker und Professor für Neuere Geschichte.
- Theodor Steinbüchel (* 1888 Köln; † 1949 Tübingen), katholischer Moraltheologe und Sozialethiker, Rektor der Universität Tübingen (1946–1948).
- Heinrich Stoll (* 1891 Weinheim; † 1937 Tübingen), Jurist und Rechtshistoriker.
- Wilhelm Siegmund Teuffel (* 1820 Ludwigsburg; † 1878 Tübingen), klassischer Philologe.
- Adolf Theis (* 1933 Karlsruhe; † 2013 Berlin), Jurist und von 1972 bis 1995 Präsident der Universität Tübingen.
- Woldemar von Uexküll-Gyllenband  (* 1898 Bogliasco; † 1939 Reutlingen), Professor der Geschichte.
- Ludwig Uhland (* 1787 Tübingen; † 1862 Tübingen), Dichter, Literaturwissenschaftler, Jurist und Politiker. Neben Uhland liegt seine Frau Emilie begraben. Ihrem Wunsch gemäß soll das Grab lediglich von Efeu und Immergrün bewachsen sein. Uhlands Grabstein ist so schlicht ausgefallen und nach Osten ausgerichtet, weil der Dichter schon im März 1812 verfügt hatte:[9]

„Setzt mir nur einen blanken Stein,
Nicht Bilder drauf, noch Worte drein,
Doch sollt ihr ihn nach Osten kehren,
So wird ihn Morgenrot verklären.“
- Karl von Vierordt (* 1818 Lahr, Baden; † 1884 Tübingen), Physiologe.
- Hermann Vöchting (* 1847 Blomberg; † 1917 Tübingen), Botaniker.
- Mathilde Weber (* 1829 Tübingen; † 1901 ebenda), Frauenrechtlerin und Sozialarbeiterin. Das Grab wurde 1978 aufgehoben.
- Carl Heinrich Weizsäcker (* 1822 Öhringen; † 1899 Tübingen), evangelischer Theologe und Kanzler der Universität Tübingen.
- Eberhard Wildermuth (* 1890 Stuttgart; † 1952 Tübingen), Politiker (FDP/DVP) und Bundesminister für Wohnungsbau.
- Karl Wildermuth (* 1921 Bad Cannstatt; † 2005 Tübingen), Physiker.
- Ottilie Wildermuth (* 1817 Rottenburg am Neckar; † 1877 Tübingen), Schriftstellerin und Jugendbuchautorin.
- Lilli Zapf (* 1896 Nördlingen; † 1982 Tübingen), beschäftigte sich mit der Geschichte der Tübinger Juden, über die sie 1974 ein Buch veröffentlichte.
- Friedrich Zundel (* 1875 Iptingen bei Wiernsheim; † 1948 Stuttgart), Maler, Bauer und Mäzen.
- Paula Zundel (geborene Bosch; * 1889 Stuttgart; † 1974 Tübingen), Tochter von Robert und Anna Bosch.

Der Stadtfriedhof mit den auf ihm bestatteten Personen ist ein Mikrokosmos der Stadt und Geschichte Tübingens und seiner Bürger. Wer durch das bescheidene schmiedeeiserne Tor von der Gmelinstraße herkommend den Stadtfriedhof betritt, darf vor sich keine bedeutenden Kunstwerke erwarten. Die Grabstätten sollten im damals vom Pietismus geprägten Tübingen sehr einfach sein. Wichtiger war die Nennung eines akademischen Titels, der beruflichen Position oder des Dienstgrades des Verstorbenen auf dem Grabstein.
- 1 ehemaliger Bundeskanzler
- 170 Professoren
- 112 Pfarrer
- 83 Doktoren
- 82 Postbeamte
- 54 Gerichtsräte
- 42 Gastwirte
- 30 Buchhändler
- 27 weitere promovierte Herren
- 12 Bibliothekare
- 19 Buchdrucker
- 19 Buchbinder
- 13 Fotografen
- 7 Missionare
- 7 Gerichtsdirektoren
- 5 Verleger

Tübingen, eine Stadt ohne nennenswerte Industrie, lebte nicht nur mit, sondern auch von seiner Universität. Das Post- und Gastwirtschaftswesen fand seinen Niederschlag auf dem Friedhof in der Form einer ungewöhnlichen Häufung von 42 Gastwirts- und 82 Postbeamtengräbern.